# Бомбени атентати в Лондон
Бомбените атентати в Лондон на 7 юли 2005 г. (на английски: 2005 London bombings) са 4 координирани терористични акта, извършени от ислямски екстремисти.

## Хронология
На 7 юли 2005 година сутринта в системата на обществения транспорт на Лондон избухват взривове. Те започват в час пик, в 8:50 ч., когато в разстояние на 50 секунди в 3 влака на Лондонското метро избухват бомби. Почти след час, в 9:47 ч., избухва 4-ти взрив в автобус на Тависток скуеър.
Загиват 52 души и са ранени около 700. Загиват и 4-та терористи-самоубийци: Мохамед Сидик Хан, Джермейн Линдси, Хасиб Хюсейн и Шехзад Танвер. Голям резонанс в обществото предизвиква фактът, че те са граждани на Обединеното кралство, всички (с изключение на Линдси) са родени и израснали във Великобритания, учили са в британски училища.
В същото време в Шотландия се провежда среща на Г-8, а в навечерието става известно, че Лондон ще бъде домакин на Летните олимпийски игри 2012.

## Последици
Вследствие на терористичния акт системата на обществения транспорт в Лондон е парализирана в продължение на денонощие.
Вестник „Observer“ разглежда като възможна причина за атентатите Войната с тероризма, а премиерът Тони Блеър е на мнение, че причините се коренят в изкривено тълкуване на исляма.
Във видеоизявление на терорист, разпространено на 6 юли от телевизия „Ал Джазира“, се казва: „Това е само началото на поредица от атаки, които ще продължат и ще стават все по-силни, докато изтеглите войските си от Ирак и Афганистан“.
Макар че „Ал-Каида“ официално поема отговорност за атентатите, разследването показва, че терористите не са пряко свързани с организацията. През май 2011 г. в Берлин са открити документи, свързващи с планирането на атаката Рашид Рауф, британски деец на „Ал-Каида“.
По броя на жертвите това е най-големият терористичен акт в историята на Великобритания след Локърби (бомба на борда на самолет с 270 жертви) и най-големият брой жертви от взривове в Лондон от времето на Втората световна война.